# Cantón de Nandayure
Nandayure es el  cantón número nueve de la provincia de Guanacaste, Costa Rica. Es de reciente formación, ya que se fundó el 9 de octubre de 1961. Posee un extenso litoral sobre el océano Pacífico y está ubicado en la parte más meridional de la provincia, en la península de Nicoya. 
Su cabecera es la ciudad de Carmona. 

## Toponimia
El origen del nombre del cantón es en recuerdo de una princesa indígena del grupo de los Chorotegas, que vivió en la región en la época precolombina.  Durante la colonia se conoció un astillero nicoyano como Nandayure o Nandayori, establecido en 1599 en el río del mismo nombre, conocido por estero San Pablo, concurrente del estero Morote.

## Historia
En la época precolombina el territorio que actualmente corresponde al cantón Nandayure, formó parte de una de las provincias de los indígenas denominados Chorotegas, ubicada en la península de Nicoya, cuyos dominios llegaban hasta el Lago Nicaragua, constituida por varios pueblos o señoríos.
El descubridor de la región fue don Gil González Dávila, cuando en 1522 visitó el poblado indígena de Gangen o Canjel.  Lugar saqueado por los piratas en 1522 y repoblado en 1748 con indios procedentes de Talamanca.
Por ley No 50 del 1 de agosto de 1910, en la primera administración de don Ricardo Jiménez Oreamuno (1910-1914), se dispuso fundar una colonia agrícola con cien familias costarricenses en la parte sur de la provincia Guanacaste, en el lugar que debería escoger una comisión creada para ese fin, donando a cada colono veinte hectáreas. Por acuerdo ejecutivo N.º 367 del 7 del mismo mes se nombró al presbítero don José Daniel Carmona Briceño jefe de la colonia.  En setiembre de ese año la comisión integrada por el padre Carmona, el doctor Rafael Calderón Muñoz y los ingenieros señores Eusebio Rodríguez y José María Bonilla, así como por siete agricultores, rindieron un informe sobre el sitio escogido para establecer la nueva colonia.  Al respecto los señores Rodríguez y Bonilla se pronunciaron por el sitio Hoja Ancha y los restantes miembros de la comisión por la llanura de Santa Rita en la cual existía un caserío; en tal forma la Cartera de Policía por acuerdo No 455 estableció como asiento de la colonia, la propuesta de la mayoría de los miembros de la comisión.  En diciembre de 1910, llegaron a la región noventa y tres familias procedentes de Atenas, San Ramón y Palmares, encabezadas por el presbítero Carmona.  La mayoría de los colonos abandonaron el lugar años más tarde.  Después de 1914 y durante algún tiempo inmigraron hasta cincuenta familias por año, pero no se establecieron en el caserío, que permaneció estacionario, sino más adentro.  Posterior a 1936 aumentó el número de pobladores gracias a una inmigración considerable de "Cartago", procedente de San Ramón y Palmares.
La primera ermita se construyó en 1910.  Durante el arzobispado de Monseñor don Víctor Manuel Sanabria Martínez, segundo Arzobispo de Costa Rica, en el año 1949, se erigió la parroquia, dedicada a San Isidro Labrador; la cual actualmente es sufragánea de la diócesis de Tilarán de la provincia Eclesiástica de Costa Rica.
La primera cañería se inauguró en 1910, la cual fue mejorada en 1955.
La escuela se estableció en 1912. En 1950 se construyó la edificación del centro escolar, en la administración de don Atilio Ulate Blanco, el cual se denomina actualmente Escuela Presbítero José Daniel Carmona Briceño.  El Colegio Técnico Profesional Agropecuario Nandayure, inició sus actividades docentes en marzo de 1972, en la segunda administración de don José Figueres Ferrer.
En ley No 20 del 18 de octubre de 1915, sobre división territorial para efectos administrativos, Carmona conformó parte del distrito segundo del cantón Nicoya.  Al redactar el proyecto de creación del cantón en 1961, se pensó en llamarlo presbítero José Daniel Carmona Briceño, como homenaje al fundador de la colonia agrícola en 1910; pero algunos sugirieron en darle la denominación con sabor más regional, autóctono y de leyenda por lo que se propuso el nombre de Nandayure y a su cabecera el de Carmona.
En el Gobierno de don Mario Echandi Jiménez, se promulgó la ley No 2826 del 9 de octubre de 1961, que dispuso erigir en cantón a Carmona, distrito segundo del cantón Nicoya, con el nombre de Nandayure.  Así mismo estableció, en su artículo cuarto, que la creación cantonal quedaba sujeta a la aprobación mayoritaria de los electores comprendidos en la jurisdicción de los límites fijados en esa ley.  En tal forma se efectuó un plebiscito conjuntamente con la elección nacional y municipal del 4 de febrero de 1962.  El resultado de la consulta Popular efectuada por el Tribunal Supremo de Elecciones de las votaciones de los electores que fueron consultados sobre la creación del cantón Nandayure, noveno de la provincia Guanacaste, fue favorable por mil cuatrocientos dos votos afirmativos y  por cuatrocientos treinta y siete en contra; mediante resolución No 91 del 27 de marzo de 1962. 
El 8 de abril de 1962 se llevó a cabo la primera sesión del Concejo de Nandayure, integrado por los regidores propietarios, señores José Gómez Hernández, Presidente; Aníbal Mayorga Román, Vicepresidente; y Tobías Rojas Rojas.  La Secretaría municipal estuvo a cargo de Mario Hernández Barrantes y el Jefe Político fue don Manuel Montero.
En decreto ejecutivo No 15 del 25 de febrero de 1965, sobre división territorial administrativa, promulgada en la administración de don Francisco Orlich Bolmarcich, a Carmona se le otorgó el título de villa.  Posteriormente, en ley No 4574 del 4 de mayo de 1970, se promulgó el Código municipal, que en su artículo tercero, le confirió a la villa, la categoría de ciudad, por ser cabecera de cantón.
El alumbrado público eléctrico se inauguró en diciembre de 1972, en la segunda administración de don José Figueres Ferrer.

### Cantonato
Pese a los obstáculos existentes, se presentó el Proyecto, el 31 de mayo de 1961, a la Asamblea Legislativa. El 5 de septiembre de 1961 se aprobó la siguiente moción:

Que se nombre una comisión especial de cinco diputados que dictamine sobre el proyecto de ley de creación del cantón de Carmona, rinda su dictamen en el término de ocho días hábiles y se conozca de ese dictamen en la correspondiente sesión, después del capítulo de correspondencia. La comisión será integrado por el Directorio.

Así se logra el 9 de octubre de 1961, la promulgación de la Ley n.º 2826, que da origen al cantón de Nandayure, donde se localiza el pueblo actual de Carmona.
Se decidió que la Ley se aprobaría en la medida en que se realizara un plebiscito, a fin de ver el grado de interés que tenía el pueblo en crear el cantón. Esta medida fue tomada debido a que existía una discrepancia entre los diputados por la delimitación que debía comprenderse en el cantón, alegando que algunos pueblos deseaban pertenecer al nuevo cantón y otros preferían mantenerse en la delimitación geográfica y administrativa que tenían hasta el momento.
El 4 de febrero de 1962, en elecciones nacionales y municipales, se obtuvieron resultados favorables a la creación del cantón, según datos del Tribunal Supremo de Elecciones del 27 de marzo de 1962. Hubo 1402 votos afirmativos y 437 en contra. Con estos resultados, y según lo estipulado en el artículo 4° de la Ley núm. 2826, quince días después de la declaratoria, debía empezar a regir la organización del nuevo cantón. Por lo tanto, se aprobó en definitiva la creación del cantón número nueve de la provincia de Guanacaste, con el nombre de Nandayure, el cantón está conformado por seis Distritos y más de 90 poblados.

## Ubicación
Los límites del cantón son:
- Norte: Nicoya y Golfo de Nicoya
- Sur:   Océano Pacífico y Cóbano
- Este:   Lepanto y Golfo de Nicoya
- Oeste:  Hojancha

## Geografía
Cantón de Nandayure cuenta con un área de 568,14 km² y una altitud media de 420 m s. n. m.
La anchura máxima es de treinta y nueve kilómetros, en dirección norte a sur, desde la desembocadura del estero Chilamo, en el litoral del golfo de Nicoya, hasta la confluencia de los ríos Bongo y Arío.

## División administrativa
Nandayure se compone de los siguientes distritos:
- Carmona
- Santa Rita
- Zapotal
- San Pablo
- Porvenir
- Bejuco

## Demografía
Para el año 2022, Cantón de Nandayure cuenta con una población estimada de 11 874 habitantes, y para el último censo efectuado, en 2011, Cantón de Nandayure contaba con una población de 11 121 habitantes.
De acuerdo al censo nacional del 2011, la población del cantón era de 11 121 habitantes, de los cuales, el 3,2 % nació en el extranjero. El mismo censo destaca que había 3307 viviendas ocupadas, de las cuales, el 50,7 % se encontraba en buen estado y había problemas de hacinamiento en el 3,7% de las viviendas. El 20,7% de sus habitantes vivían en áreas urbanas. 
Entre otros datos, el nivel de alfabetismo del cantón es del 96,2%, con una escolaridad promedio de 6,7 años.

## Economía
En economía son importantes la ganadería y la agricultura, así como innumerables atractivos turísticos, como playas, canales y montañas, las cuales aún son zonas vírgenes en manos de sus dueños costarricenses, aunque algunos extranjeros han llegado a residir en esta zona, aportando en algunos casos fuentes de empleo, producto de sus inversiones en la industria hotelera y comercial.[cita requerida]
El censo nacional de 2011 detalla que la población económicamente activa se distribuye de la siguiente manera:
- Sector primario: 33,6 %
- Sector secundario: 11,7 %
- Sector terciario: 54,7 %